# Alchemilla gortschakowskii
Alchemilla gortschakowskii é uma espécie de rosácea do gênero Alchemilla, pertencente à família Rosaceae.